# Хорн, Дьюла
Дьюла Хорн (венг. Horn Gyula; 5 июля 1932[…], Будапешт — 19 июня 2013[…], Будапешт) — венгерский политический и государственный деятель. В 1989—1990 годах был министром иностранных дел и с 1994 по 1998 год — 37-м премьер-министром Венгерской Республики.

## Биография
Родился в многодетной еврейской семье, перешедшей в лютеранство. После оккупации Венгрии немецкими войсками в 1944 г. его отец был схвачен и казнён сотрудниками гестапо.
Окончил Ростовский финансово-экономический институт (1954). Во время восстания 1956 года присоединился к pufajkás — добровольческим формированиям, помогавшим советским войскам в подавлении восстания; за свою деятельность во время подавления восстания был награждён. Работал в министерствах финансов и иностранных дел. С 1969 года — в посольствах ВНР в Болгарии и СФРЮ, с 1974 года — заместитель заведующего международным отделом ЦК ВСРП.
В 1983 году стал заведующим международным отделом ЦК ВСРП. В 1985 году стал заместителем министра иностранных дел и членом ЦК ВСРП. В ЦК возглавлял комиссию по международным проблемам и международно-правовой политике. В правительстве Миклоша Немета (1988—1990) был министром иностранных дел; мировую известность приобрёл открытием «железного занавеса».

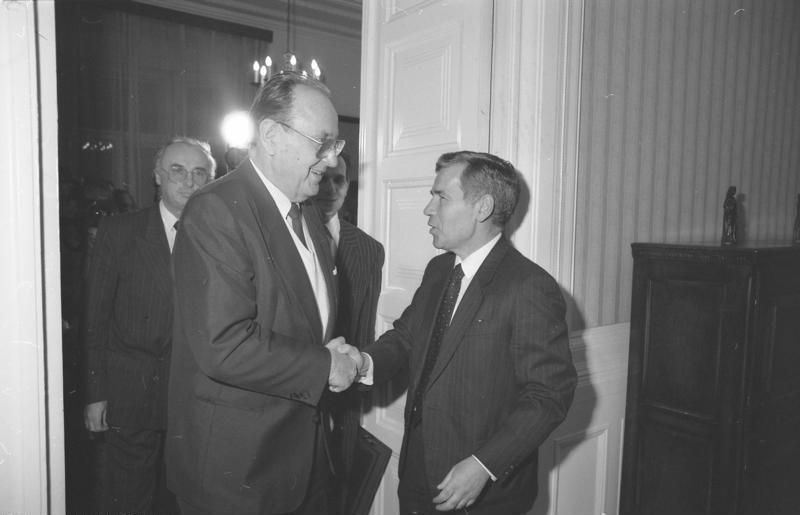
Д. Хорн и Г.-Д. Геншер. 1989.

В 1989 году выступил в качестве одного из основателей Венгерской социалистической партии на базе Венгерской социалистической рабочей партии и стал членом Президиума партии. В 1994 году стал премьер-министром в коалиционном правительстве социалистов и Альянса свободных демократов. В 1995—1996 годах в Венгрии проводилась экономическая программа, известная как «план Бокроша» (по имени автора пакета реформ Ласло Бокроша), включавшая в себя девальвацию форинта, сокращение социальных выплат, введение налога на импорт. Несмотря на успешную стабилизацию макроэкономических показателей (дефицит бюджета сократился с 9,6 % до 3,8 %, внешнеторгового баланса — с 9,4 % до 3,8 %), популярность Хорна и ВСП упала из-за падения реального объёма заработной платы, что привело к поражению социалистов на выборах 1998 года (ВСП получила 134 места в парламенте вместо прежних 208).